# 56 csepp vér
Az 56 csepp vér egy 2006-os rockmusical, melyet az 1956-os forradalom emlékére írt Horváth Péter és Mihály Tamás Pintér Tamás ötlete alapján William Shakespeare Rómeó és Júlia című drámájából. A darab eredetileg a szolnoki Szigligeti Színház felkérésére íródott, azonban kinőtte magát, és Budapesten, a Papp László Budapest Sportarénában mutatták be 2006. október 19-én és 22-én. A felvételekből azonos címen film is készült.

## Külső hivatkozások
- A musical honlapja